# Fanchon
Fanchon est le personnage principal de Fanchon la vielleuse, comédie en trois actes de Jean-Nicolas Bouilly et Joseph-Marie Pain. Cette pièce de théâtre a été représentée la première fois le 16 janvier 1803. Fanchon y est décrite comme un « mélange de simplicité, de bon ton, d'enjouement et de sensibilité ».